# 新川町 (豊橋市)
新川町（しんかわちょう）は、愛知県豊橋市の地名。

## 地理
豊橋市中央部に位置する。東は大国町、西は東小田原町、南は中柴町、北は駅前大通3丁目に接する。 

## 歴史

### 町名の由来
「新川」は、1888年（明治21年）に通水した牟呂用水を意味する。

### 人口の変遷
国勢調査による人口および世帯数の推移。
| 1995年（平成7年）  | 62世帯 179人 |  |
| 2000年（平成12年） | 61世帯 153人 |  |
| 2005年（平成17年） | 85世帯 178人 |  |
| 2010年（平成22年） | 81世帯 155人 |  |
| 2015年（平成27年） | 64世帯 145人 |  |

### 沿革
- 1895年（明治28年）1月25日 - 渥美郡豊橋村の一部より、豊橋町大字新川が成立[3]。
- 1906年（明治39年）8月1日 - 市制施行に伴い、豊橋市大字新川となる[3]。
- 1926年（大正15年）2月5日 - 新川町に改称[3][4]。
- 1958年（昭和33年）9月12日 - 東小田原町・中柴町の各一部を編入、一部が新吉町・神明町・駅前大通3丁目・東小田原町・大国町となる[3][5]。

## 交通
- 国道259号[1]

## 施設
- 江崎病院[1]

## 出身人物
- 福田正義（当時は豊橋町大字新川）[6]

### WEB
1. ↑  “愛知県豊橋市の町丁・字一覧”.   人口統計ラボ. 2023年4月13日閲覧。
2. ↑  総務省統計局 (2017年1月27日). “平成27年国勢調査の調査結果(e-Stat) - 男女別人口及び世帯数 －町丁・字等” (CSV). 2021年7月21日閲覧。
3. ↑  “愛知県豊橋市の郵便番号一覧”.   日本郵便. 2023年4月13日閲覧。
4. ↑  “市外局番の一覧” (PDF).   総務省 (2022年3月1日). 2022年3月22日閲覧。
5. ↑  総務省統計局 (2014年3月28日). “平成7年国勢調査の調査結果(e-Stat) - 男女別人口及び世帯数 －町丁・字等” (CSV). 2021年7月20日閲覧。
6. ↑  総務省統計局 (2014年5月30日). “平成12年国勢調査の調査結果(e-Stat) - 男女別人口及び世帯数 －町丁・字等” (CSV). 2021年7月20日閲覧。
7. ↑  総務省統計局 (2014年6月27日). “平成17年国勢調査の調査結果(e-Stat) - 男女別人口及び世帯数 －町丁・字等” (CSV). 2021年7月21日閲覧。
8. ↑  総務省統計局 (2012年1月20日). “平成22年国勢調査の調査結果(e-Stat) - 男女別人口及び世帯数 －町丁・字等” (CSV). 2021年7月21日閲覧。
9. ↑  総務省統計局 (2017年1月27日). “平成27年国勢調査の調査結果(e-Stat) - 男女別人口及び世帯数 －町丁・字等” (CSV). 2021年7月21日閲覧。

### 書籍
1. 1 2 3 4  「角川日本地名大辞典」編纂委員会 1989, p. 1788.
2. ↑  豊橋百科事典編集委員会 2006, p. 289.
3. 1 2 3 4  角川日本地名大辞典」編纂委員会 1989, p. 705.
4. ↑  吉川利明 1976, p. 24.
5. ↑  吉川利明 1976, pp. 54–56.
6. ↑  郷土豊橋を築いた先覚者たち編集委員会 1986, p. 297.